# Чернышевка (Костанайская область)
Чернышевка (каз. Чернышев) — село в Мендыкаринском районе Костанайской области Казахстана. Входит в состав Первомайского сельского округа. Находится примерно в 14 км к юго-западу от районного центра, села Боровского. Код КАТО — 395657800.

## Население
В 1999 году население села составляло 271 человек (127 мужчин и 144 женщины). По данным переписи 2009 года, в селе проживали 223 человека (103 мужчины и 120 женщин). По данным переписи 2021 года, в селе проживало 180 человек (99 мужчин и 81 женщина).